# 倪润峰
倪润峰（1944年2月—），中共党员，是一位中国企业家。前长虹电器股份有限公司董事长兼总经理。

## 生平
1944年2月出生于山東荣成，於1967年毕业于大连理工大学机械制造专业，1994年获得第五届全国优秀企业家金球奖称号，1996年被评为95中国商界十大风云人物，1998年曾获得第三届日经亚洲大奖经济界奖，是亚洲获此奖的第一人。在他的领导之下，长虹获得全国首批、四川省第一家一级企业称号，被誉为“中国的松下”，2004年辞去长虹企业的一切职务，离职后曾任四川省政府顾问。
2018年12月中国共产党、中华人民共和国国务院授予其改革先锋称号，系第八届全国人大代表、第十届全国政协常委。

## 外部連結
- 倪润峰：现代商战史上的“中国巴顿” （页面存档备份，存于）